# Martina Heinlein
Martina Heinlein (* 16. Mai 1981 in Starnberg) ist eine deutsche Hockeyspielerin.
Martina Heinlein begann mit fünf Jahren beim HC Wacker München. Seit einigen Jahren lebt sie in Hamburg und spielt beim Club an der Alster. 2006 wurde die Verteidigerin mit dem Verein Deutsche Hallenmeisterin, ein Jahr später gewann sie den Europapokal der Hallenmeister.
2004 debütierte Martina Heinlein in der deutschen Hockeynationalmannschaft. 2005 belegte sie mit der deutschen Mannschaft den zweiten Platz bei den Europameisterschaften. 2006 gewann die Mannschaft in Amstelveen die FIH Champions Trophy, belegte bei der Weltmeisterschaft aber nur den achten Rang. Bei den Hallenweltmeisterschaften 2007 in Wien erreichte das Team den dritten Platz.
Martina Heinlein hat 68 Länderspiele absolviert, davon 7 in der Halle.(Stand 6. Juli 2008)
Sie ist mit dem deutschen Feldhockeyspieler Sebastian Biederlack liiert.